# Davide Putano
Davide Putano (Palermo, 9 giugno 1985) è un giocatore di calcio a 5 italiano.

## Carriera

### Club
Nel luglio 2014 lascia la Luparense, con cui ha vinto una Coppa Italia, tre scudetti e altrettante Supercoppe, per approdare all'Asti.

### Nazionale
Debutta in un incontro ufficiale con la Nazionale di calcio a 5 dell'Italia il 28 marzo 2013, subentrando a Mammarella negli ultimi 5 minuti di gioco di Italia-Montenegro valida per le qualificazioni degli Europei 2014. L'anno seguente prende parte alla Futsal Continental Cup 2014. In preparazione delle qualificazioni all'Europeo del 2018, il 31 marzo 2017 riceve quella che finora rimane l'ultima convocazione in nazionale. Con gli azzurri ha disputato complessivamente 20 incontri.

## Palmarès
- Campionato italiano: 3
Luparense: 2006-07, 2011-12, 2013-14
- Coppa Italia: 2
Luparense: 2012-13
Asti: 2014-15
- Supercoppa italiana: 4
Luparense: 2007, 2012, 2013
Italservice: 2022
- Coppa della Divisione: 1
Real Rieti: 2018-19
- Winter Cup: 1
Asti: 2014-15
- Campionato di Serie A2: 1
Maritime: 2017-18 (girone B)
- Coppa Italia di Serie A2: 1
Maritime: 2017-18